# Comuna Mogoș, Alba
Mogoș (în maghiară: Mogos, în germană: Koliben) este o comună în județul Alba, Transilvania, România, formată din satele Bărbești, Bârlești, Bârlești-Cătun, Bârzogani, Bocești, Bogdănești, Butești, Cojocani, Cristești, Mămăligani, Mogoș (reședința), Negrești, Oncești, Poienile-Mogoș, Tomești, Valea Barnii, Valea Bârluțești, Valea Cocești, Valea Giogești, Valea Mlacii și Valea Țupilor.

## Așezare

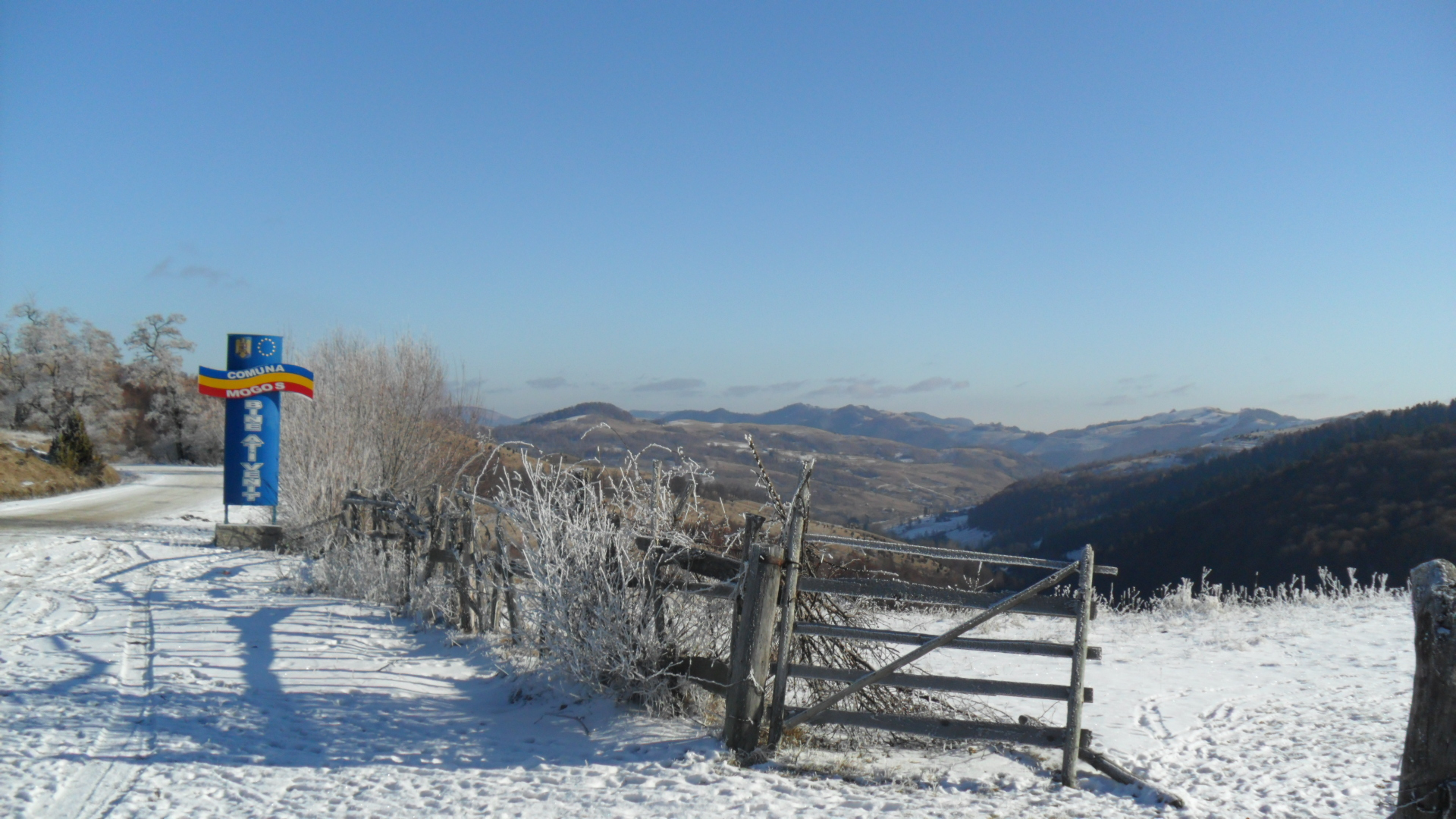
Mogoș

Comuna Mogoș este integrată cu raporturi de subordonare în ansamblul teritorial al județului Alba, fiind așezată în sud-estul Munților Apuseni, în bazinul Văii Mogoșului care se varsă în râul Mureș în dreptul orașului Teiuș, în lungul căreia se întinde o depresiune ce compartimentează Munții Trascăului în două culmi paralele.
Din punct de vedere fizico-geografic, zona Mogoșului este una interioară de culmi mai scunde, încadrată la est de Munții Trascăului, la nord de Muntele Mare, limitele vestice sunt jalonate de vârfurile vulcanice ale Munților Metaliferi, iar spre sud-vest cumpăna de ape a Ampoiului este o limită vag conturată.
Zona acesta de culmi este străbătută la nord de Arieșul Mijlociu (de la Bistra la Buru), în sud de Ampoi (de la Feneș la Gura Ampoiței). Între cele două văi mari sunt văi mai mici tributare Mureșului, Valea Mogoșului și Valea Gălzii. Valea Mogoșului, în cursul ei mijlociu, întâlnește Cheile Râmețului schimbându-și denumirea în Valea Mănăstirii, iar în cursul ei inferior este cunoscută sub numele de Valea Stremțului.
Aspectul morfometric al Văii Mogoșului apare ca o arie depresionară față de culmile mintoase care-l limitează, dar totuși trebuie considerat ca o arie depresionară intramontană înaltă datorită altitudinii medii ridicate (734 m). La această altitudine comuna se bucură de o așezare frumoasă, pitorească. Localitatea este așezată la 46° 16” latitudine nordică și la 23° 20” longitudine estică, fiind încadrată între Munții Trascăului la est și Munții Metaliferi la vest. Totuși majoritatea comunei aparține Munților Trascăului.
În cadrul județului Alba, comuna Mogoș se învecinează la nord cu orașul Baia de Arieș și comuna Ponor, la est cu Ponor și Râmeț, la sud-est cu Întregalde, la sud cu Meteș și Feneș și la vest cu Bucium și Lupșa. Valea Mogoșului, care o traversează de la nord-vest spre sud-est, își are izvorul aproape de hotarul cu comuna Lupșa de sub masivul Poienița, iar cursul său iese din comună în cadrul satului Cojocani, de unde trece apoi pe teritoriul comunei Râmeț, având o viteză de curgere la circa 20 km/h, întâlnind în cursul său pitoreștile chei ale Râmețului, unde razele soarelui pătrund cu greu, atingând firavele petale ale florii de colț, frumuseți care încântă ochiul excursionistului pornit prin aceste locuri .
În unele cazuri, masivele muntoase închid Valea Mogoșului, transformând-o într-o vale îngustă. Din loc în loc, versanții împăduriți cu păduri de fag și rășinoase coboară până în unda apei creând un cadru natural de o frumusețe aparte, specific acestor locuri. Când se apropie de Teiuș, valea devine largă, lărgindu-se din ce în ce mai mult până la vărsarea în Mureș, afectând în timpul viiturilor terenuri întinse de culturi agricole din această zonă.
Din orașul Abrud pleacă spre orașul Aiud drumul județean Abrud-Aiud, asfaltat doar până în Bucium Poieni, iar de aici neasfaltat și prost întreținut având o lungime totală de 91 km, cu mari dificultăți de circulație pe sectorul Mogoș-Geogel (sat aparținător comunei Ponor) din cauza distrugerii periodice a acestuia de către apele Văii Mogoșului. Putem afirma că acest drum leagă centrul Munților Apuseni cu Podișul Târnavelor, traversând de la vest la est regiunea locuită de mocani.
Suprafața comunei Mogoș este de circa 81 km² sau 8063 ha.
Răspândirea așezărilor omenești din comună se încadrează în nota caracteristică a Munților Apuseni, fiind răsfirate pretutindeni pe fețele însorite ale versanților și chiar pe părțile nordice ale acestora, în grupuri mici de către 5-15 case care formează cătune sau crânguri sau grupuri mai mari de către 50-90 de case ce alcătuiesc satele comunei.
Centrul comunei, unde se află instituțiile și unitățile comerciale, este așezat pe malul stâng al Văii Mogoșului, în bazinul superior al acestuia la o distanță de 8 km de izvor. Unele din cele 21 de sate cât cuprinde comuna sunt așezate în micile depresiuni de-a lungul văii (Mămăligani, Bârlești, Valea Ghioghești, Valea Țupilor, Negrești, Bărbești, Bârlești–cătun și Oncești) ori așezate în vârf de deal (Bârzogani, Butești, Bogdănești, Cristești, Bocești, Tomești).
În ceea ce privește distanța la care se află unele sate față de centrul administrativ al comunei, satul Mogoș (fost Miclești), unele sunt așezate la distanțe de 10–16 km (Tomești, Bârlești-cătun, Oncești și Cojocani), la distanțe cuprinse între 6–10 km (Bârluțești, Cocești, Bârzogani, Butești, Bărbești, Valea Barnei) sau la distanțe de 3–5 km (Valea Mlacii, Poienile Mogoșului, Mămăligani, Bogdănești), iar cele mai apropiate sate fiind situate la distanțe de până la 2 km (Bârlești, Cristești, Negrești, Valea Țupilor).
Așa cum am mai arătat, comuna Mogoș cuprinde 21 de sate conform împărțirii administrativ-teritoriale care sunt grupate pe trei centre condiționate în special de prezența aici a unităților comerciale sau a școlilor astfel:
1. De centrul Mogoș aparțin satele: Mogoș, Poienile Mogoș, Valea Țupilor, Valea Mlacii, Bârlești și Cristești.
2. De centrul Mămăligani aparțin satele: Mămăligani, Valea Bârluțești, Valea Ghioghești și Valea Cocești.
3. De centrul Valea Barnei aparțin satele: Valea Barnei, Bogdănești, Bărbești, Bocești, Bârlești cătun, Bârzogani, Butești, Cojocani, Negrești, Tomești și Oncești.
Față de cele mai importante orașe, Mogoșul se află la o distanță de 156 km față de municipiul Cluj-Napoca, 125 km față de municipiul Turda, 93 km față de municipiul Alba Iulia (reședința județului), 67 km față de orașul Brad (jud. Hunedoara), 64 km față de orașul Aiud, 57 km fața de orașul Zlatna, 39 km față de orașul Câmpeni, 27 km față de orașul Abrud.

## Demografie
Componența etnică a comunei Mogoș
     Români (90,73%)
     Alte etnii (9,27%)
Componența confesională a comunei Mogoș
     Ortodocși (88,41%)
     Alte religii (1,55%)
     Necunoscută (10,05%)
Conform recensământului efectuat în 2021, populația comunei Mogoș se ridică la 647 de locuitori, în scădere față de recensământul anterior din 2011, când fuseseră înregistrați 731 de locuitori. Majoritatea locuitorilor sunt români (90,73%). Din punct de vedere confesional, majoritatea locuitorilor sunt ortodocși (88,41%), iar pentru 10,05% nu se cunoaște apartenența confesională.

## Politică și administrație
Comuna Mogoș este administrată de un primar și un consiliu local compus din 9 consilieri. Primarul, Mircea-Liviu Macavei[*], de la Partidul Național Liberal, este în funcție din 2004. Începând cu alegerile locale din 2024, consiliul local are următoarea componență pe partide politice:
|  | Partid                          | Consilieri | Componența Consiliului | Componența Consiliului | Componența Consiliului | Componența Consiliului | Componența Consiliului |
|  | ------------------------------- | ---------- | ---------------------- | ---------------------- | ---------------------- | ---------------------- | ---------------------- |
|  | Partidul Național Liberal       | 5          |                        |                        |                        |                        |                        |
|  | Partidul Social Democrat        | 3          |                        |                        |                        |                        |                        |
|  | Alianța pentru Unirea Românilor | 1          |                        |                        |                        |                        |                        |

## Relief
Altitudinea medie a comunei Mogoș este de 734 m fiind apropiată de cea a Munților Apuseni, dar superioară acestora. Totuși și pe teritoriul acesteia întâlnim vârfuri destul de înalte: Vf. Gura Căpățânii (1266 m) și Vf. Căpățâna (1174,3 m) în interiorul ei; Vf. Piatra Crâsnicului (1350,2 m) la nord, la întretăierea hotarelor comunei Mogoș cu comuna Ponor și orașul Baia de Arieș, Vf. Poienița (1437,6 m) în nord la hotarul cu orașul Baia de Arieș, Vf. Piatra Suligata (1262,9 m) în vest, la hotarul cu comuna Lupșa și Vf. Geamăna (1367,7 m) tot în vest la întretăierea hotarelor comunei cu comunele Lupșa și Bucium.
Blocul Munților Apuseni se ridică în mijlocul Transilvaniei, cu o direcție de la nord la sud, având aspectul unei puternice cetăți naturale datorată diferențelor relativ mici de înălțime dintre zona central muntoasă și depresiunile înconjurătoare.
În sud-estul acestei cetăți naturale se situează lunga depresiune a Văii Mogoșului, înconjurată la est de Munții Trascăului, la sud, vest și nord de Munții Metaliferi. În această depresiune este așezată comuna Mogoș.
Unitățile geomorfologice caracteristice localității sunt în general asemănătoare cu celelalte din Munții Apuseni apărând sub forma pantelor, teraselor, versanților și interfluviilor.
Pantele au o mare varietate. Modul lor de grupare se statornicește după gradul de înclinare, oglindind toate caracteristicele etapelor succesive de moderare a reliefului și particularităților morfoclimatice. Dacă pantele cu cele mai mici înclinări 5-10° reprezintă păduri netede ale interfluviilor, resturi ale suprafețelor de netezire, valorile lor cresc spre văile principale la 10-30°, ajungând în unele locuri la 40° sau chiar mai mult.
Versanții au în general o expoziție sud-estică în unele părți mai domoale, favorizând așezarea de cătune sau sate mai grupate ca: Bârlești, Valea Bârluțești, Bogdănești, Poienile Mogoșului, Valea Țupilor, Valea Mlacii, întrucât sunt mai puternic încălziți de soare, zăpada topindu-se mai repede, pe cât pe versanții cu expoziție nordică, se găsesc numai unde și unde câte un grup de locuințe și case izolate.
Relieful cel mai tânăr de pe raza comunei Mogoș îl formează lumea fluviatilă a Văii Mogoșului care este foarte îngustă și puternic aluvionată. Se observă însă o acțiune de erodare a malului nisipos, facilitând întrucâtva depunerile aluvionare.

## Clima
Trăsăturile climatice ale localității se exemplifică prin poziția sa geografică în partea de sud-est și centrală a Munților Apuseni și prin aspectul condițiilor fizico-geografice ale reliefului. Așezarea ei în regiune muntoasă nu prea înaltă îi dă climatului temperat caracter mai moderat, fără variații exagerate. Culmile mai înalte care o delimitează, prezența unor dealuri radiare, expoziția în special sud-estică precum și orientarea văilor, influențează de asemenea factorii climatici ai localității.
Temperaturile anuale, multianuale și lunare medii sunt strâns legate de particularitățile morfologice locale .
Astfel fenomenul de canalizare a aerului și temperaturii scăzute pe Valea Mogoșului, mai ales în anotimpul de iarnă, duce la înregistrarea unor temperaturi scăzute în localitate. Mediile lunare cele mai scăzute se înregistrează în lunile ianuarie și februarie. Având în vedere diferențele mari de altitudine (734 m-1437 m) în cadrul suprafeței relativ reduse a localității, este posibilă producerea fenomenului de inversiune termică în anotimpul de toamnă și iarnă, datorită alunecării descendente pe versanți a aerului care răcește la contact cu zăpada. Temperatura medie anuală este de 6-8 °C oscilând între 6,3 °C –media anuală cea mai scăzută și 8,7 °C-media anuală cea mai ridicată.
Precipitațiile atmosferice constituie una dintre cele mai importante elemente ale climei și una dintre verigile principale ale circulației apei în natură. Precipitațiile medii anuale pe întreaga comună sunt cuprinse între 700–800 mm pe an, dar datorită că avem un relief hipsometric în cadrul comunei nu putem vorbi despre o uniformitate a mediei de precipitații.
Cele mai multe precipitații cad sub formă de ploaie, în perioada aprilie-octombrie, circa 65-75% din media anuală din care circa 4% sub forma ploilor torențiale din lunile iunie-iulie iar circa 1% sub formă de grindină. Circa 30-35% din media anuală a precipitațiilor cad sub formă de zăpadă în perioada noiembrie-martie. Straturile de zăpadă, în general, ating pe înălțimi mai mari 1-1,5 m, dar de obicei grosimea stratului de zăpadă este între 30–80 cm.
Cu privire la nebulozitate se remarcă faptul că majoritatea zilelor din an sunt cu cerul total sau parțial acoperit. Numărul mediu de zile anual cu cerul senin este de circa 70.
Nebulozitatea medie anuală estre între 5-6/10, adică între 182-218 zile cu cerul acoperit total sau parțial.
Munții destul de înalți ce înconjoară bazinul Văii Mogoșului în care este așezată și comuna Mogoș, prin poziția lor determină caracteristici regionale regimului de vânturi. Astfel, în partea mai înaltă a comunei, direcția vânturilor este în general de la nord-est la sud-vest, iar în partea mai joasă vântul își schimbă mereu direcția în funcție de dealuri și văi.
În concluzie, putem spune că evoluția și distribuția în timp și spațiu a proceselor meteorologice sunt influențate de condițiile fizico-geografice specifice comunei și depresiunii Văii Mogoșului, de orientarea culmilor, de altitudine diferită, de orientarea văilor.

## Vegetația
Vegetația de pe raza comunei este specifică regiunilor de deal și munte. În cadrul vegetației, un loc deosebit îl ocupă pădurile ce se întind pe o suprafață de 2542 ha după cum urmează:
Predomină pădurile de amestec (rășinoase - fag) localizate la altitudinile de 800–1200 m, apoi urmează cele constituite din molid și fag, apărând paltinul și frasinul uneori. Compoziția stratului erbaceu este reprezentat prin: Lupula albida, Dentaria elondulea, Oxalea acetosela, Vacccinium murtilus, etc.
În sub zona fagului, cuprinsă între 600–1000 m, predomină arboretele de fag pe lângă care apare carpenul, frasinul, paltinul, molidul, socul și alunul. Pe locurile pădurilor de fag s-au format pajiști secundare și terenuri agricole, constituind prețioase rezerve de fânețe și pășuni.
Pe versanții umbriți, pădurile de molid coboară până în albia Văii Mogoșului, iar din cauza inversiunilor de temperatură, pădurile de molid se situează uneori sub pădurile de fag, așa cum este cazul în Bârlești și Negrileasa. În porțiunile de lunci de pe malul Văii Mogoșului, găsim o vegetație specifică locurilor bogate în umezeală, formată din specii ca: rogoz, coada calului, pipirig, izma, piciorul cocoșului etc. Din rândul vegetației lemnoase găsim: salcia alba, răchita, arinul și plopul.
În general, vegetația comunei este încadrată organic în flora Munților Apuseni, întâlnindu-se speciile specifice acestei zone din țara noastră.
Botanica conservă o specie ocrotită, de mare efect peisagistic, narcisa (Narcissus stellaris), numită de localnici rușculița sau lusca. Rezervația se află în Munții Metaliferi, la est de vârful Vâlcoi (1348 m), pe interfluviul dintre Valea Negrilesii și Valea Grozei. Poienile cu narcise ocupă culmea și versantul nord-vestic al Dealului Buciumanilor, la altitudini cuprinse între 1150 si 1250 m. După o mică întrerupere, ele se continuă pe versantul nord-estic al muntelui Vâlcoi.
Rezervația este situată în partea central-sudică a Munților Metaliferi, la contactul cu Munții Vințului. Ea se înscrie distinct in relief prin doi piloni masivi, secționați de apa pârâului Valea Mică sub forma unei mici chei, prin care se strecoară și drumul comunal. Blocul de pe malul stâng, mai povârnit, are o înălțime de circa 16 m, iar blocul din dreapta, mai impozant, are forma unui pilon înalt de circa 30 m, cu pereți verticali, dedublat de un gheb mai scund. Acoperă aproximativ 45 ha, în lungul culmii, până la limita pădurii. Se întinde spre est până la înșeuarea de sub vârful cu cota 1260, iar la vest până la versantul sud-estic al muntelui Vâlcoi. La acestea se adaugă o zonă tampon ce se întinde pe o fâșie lată de circa 200 m în pădurea ce înconjoară poienile cu narcise.
Față de situația din trecut, în prezent numărul de narcise s-a redus datorita pășunatului. Un efect negativ 1-a avut însă și Sărbătoarea Narciselor, organizată cu un număr mare de participanți, care au cules narcisele cu brațele, contribuind totodată la bătătorirea solului, cu efecte defavorabile asupra dezvoltării ulterioare a plantelor.

## Agricultura
Cea mai importantă ramură agricolă ce se practică pe scară mai largă este creșterea animalelor, deși și în acest sector se observă o scădere accentuată a efectivelor.
Cel mai mare efectiv de animale s-a înregistrat în anul 1941, când efectivul de ovine a atins cifra de 10888 capete, iar la bovine se remarcă anul 1981. Este de asemenea în scădere și numărul boilor de muncă, cât și a cabalinelor, care sunt principala sursă la muncile câmpului, pentru arat și pentru transport în această zonă.
Rasa de bovine predominantă este rasa Pingzau, deși s-a introdus și rasa Bălțata românească, iar la ovine Țurcana.
În cazul culturilor, în Mogoș se practică în special o agricultură de subzistență, pe suprafețe relativ mici. Cartoful, în special este principala cultură a mogoșenilor. Legumicultura – atât cât este necesară pentru o gospodărie. Livezile și grădinile de zarzavat ocupă din cele 8063 ha ale comunei doar 25 ha.
Pășunile și fânețele naturale sunt cele mai bine reprezentate. În perioada de vară începe așa-numitul sezon de „ strâns al fânului”, nutreț pentru animale, care se depozitează mai întâi în clăi iar apoi toamna după ce se „cară” în clădituri sau se urcă în podul „șurilor”. De remarcat sunt acele „șuri cu paie” care încă mai există pe la unele din gospodăriile mogoșene.
Alte culturi nu prea găsim, deși cu două-trei decenii în urmă se mai cultiva și grâul, care era secerat, îmblătit și era transformat în făină la acele mori pe apă, sau la morile mai moderne apărute mai târziu. Ovăzul cultivat pentru animale era cultivat aproape de fiecare gospodărie; acum însă doar cei mai zgârciți mai cultivă pe suprafețe destul de restrânse pentru uzul propriu.

## Valențe estetice naturale
Apărute pe o anumită treaptă de dezvoltare a societății, datinile și obiceiurile au dăinuit atâta timp cât condițiile care le-au generat au rămas neschimbate sau au dispărut odată cu schimbarea acestora. Ele reflectă o anumită mentalitate desprinsă din preocupările specifice ale vieții, gesturile și atitudinile oamenilor completându-se armonios cu viața lor proprie. Din acest punct de vedere, datinile și obiceiurile nu definesc o mentalitate primitivă, ci mai de graba una practică, în care fiecare gest și acțiune a fost păstrată cu grijă pentru a fi utile in anumite împrejurări.
Cele mai multe datini si obiceiuri au fost legate de anumite date calendaristice, sărbători sau de timpul premergător acestora, precum și de principalele momente din viața oamenilor: nașterea, căsătoria și moartea.
Portul locuitorilor din comuna este plastic redat într-o descriere din a doua jumătate a secolului al XIX-lea privitor la mocănime: "Țundrele bărbaților sunt numai până la genunchi de lungi și cioarecii strâmți și cu cusătura pe dunga piciorului, iar la glezne sunt vârați în niște colțuni (ciorapi) numai de o palma ieșiți afara din opincă. Toate aceste haine sunt din pănura albă de lână. Cămașa e scurtă și vârâtă în cioareci atârnând de baierele ei câte o merindară vărgată în trei colturi și care fiind vârâta după un șerpar servește drept batistă de buzunar. Tot după șerpar e și teaca cu două despărțituri în care este un cuțit si o furculița cu două clenge lungi și cu plăselele de os ghintuite. Pălăriile sunt rotunde peste care sunt învârtite niște fire de aur foarte îngust împletite". Bineînțeles că din aceasta perioadă și pană acum portul s-a schimbat foarte mult.
Femeile se îmbrăcau în poale și cămașă din pânză țesută de ele, peste care puneau o bluză și o fusta largă, numită "rochie", se încălțau cu ciorapi din lână, ghete sau cizme. Peste bluză îmbrăcau un cojoc din piele de miel, vopsit maro, cu flori de culori deschise pentru femeile tinere și de culori mai închise pentru cele mai în vârstă. Femeile bătrâne purtau cojoc alb cu ornamente cusute cu ață neagră. Pe cap se punea o năframă de culoare închisă, iar in timpul iernii, pe deasupra, se mai punea un sal de lână neagră, al cărui colț atârna pe spate in jos. O altă caracteristică a acestor zone o constituie frumusețea dansurilor populare. În privința dansului, trebuie să remarcăm originalitatea și distincția netă a dansurilor moțești, începând cu însuflețirea pătimașă a ,,tropotitelor" (ele fiind jucate de mocani) pană la solemnitatea țarinilor (ele fiind jucate de către moți). Țarina, joc de perechi, este cel mai de seamă dans al moților și cunoaște un număr impresionant de variante. Acest dans se joacă elegant, deplasarea perechilor se face lent, solemn, cu mișcări largi de brațe, cu plimbări și învârtirea fetei pe sub mână. O variantă a țarinei este jocul ,,Mocăneasca", dansat într-un tempo vioi cu mișcări repezi și multe bătăi de picioare în podea. În timpul jocului, întâlnim multe treceri ale fetei pe sub mână, mișcări bruște, iar strigăturile cântate de jucători întregesc învelișul sonor al acestui dans foarte plăcut ca dinamică și desfășurare. 
Enumerarea unor superstiții:
- să nu treci peste gunoiul măturat sau adunat, ca nu te însori;
- să nu pui apa în pahar peste mână, ca nu-i bine;
- să nu omori o broască fiindcă înțarcă vaca;
- să nu umbli cu un picior neîncălțat și cu altui desculț ca moare mama ta. (mă-ta);
- să nu verși sarea că va fi sfadă (ceartă) în casă;
- să nu lași pruncii să se joace cu foc că se udă noaptea în pat;
- să nu omori rândunica că-i păcat și poți căpăta râie și pistrui;
- dacă sar scântei din foc în casă e semn că vin musafiri;
- dacă focul din sobă țiuie e semn că cineva te vorbește de rău;
- dacă pui cuțitul cu tăișul în sus e semn că urmează sfadă în casă;
- când pleci undeva la o treabă și-ți iese cineva cu un vas gol ori cu o căruță sau car gol sau cu un sac gol în cale, poți să te întorci înapoi că nu reușești să faci ceea ce ai vrut;
- când pleci la târg să vinzi ceva e bine ca cineva din casă să-ți dea niște bani;
- nu vei reuși unde mergi dacă te întorci înapoi din drum, ca să-ți iei ceva ce ai uitat;
- dacă-ți iese înainte o femeie sau o fată, la fel n-ai noroc;
- dacă-ți iese înainte un țigan sau un hornar vei reuși;
- dacă în drumul tău întâlnești o babă e semn rău și nu nimerești bine;
- tot așa dacă îți iese în cale o pisică neagră;
- când plouă la înmormântare e semn că mortul a avut o viață plină de tristețe;
- când latră, urlă câinele cu capul în sus simte primejdia de foc și când urlă ținând capul în jos moare cineva din familie.
Deoarece întreaga viață a familiei se petrecea într-o singura încăpere, destul de mare, aceasta îndeplinea funcția de cameră de zi, dormitor și bucătărie. Din acest motiv, mobilierul trebuia să îndeplinească toate aceste cerințe la un loc si să fie așezat astfel încât să asigure folosirea spațiului cu maxim de folos. Sub fereastra de la stradă se așeza o laviță, mai adesea o ladă lungă cu spate, în care se păstrau hainele, apoi în fața ei se punea masa, iar pe lângă pereți, de o parte și de alta a ferestrei, se așeza câte un pat. În paturi se puneau saltele, numite în secolele XIX și XX "strujacuri", făcute din pânză groasă țesută în casă și umplute cu paie de ovăz, grâu sau foi de porumb. Peste saltele se așezau cearceafuri din pânză de cânepă, lucrate în casă, apoi se puneau pernele și deasupra acestora o cergă din lână dubită. Păturile se acopereau cu un covor de lână, țesut în casă, în diferite culori și figuri. În zilele de sărbători, păturile se acopereau cu cuverturi albe măiestrit țesute și terminate cu ciucuri și dantele. De-a lungul paturilor se așezau lavițe cu spate și în felul acesta o parte a încăperii, destinată dormitului, era mobilată. Pe pereți se puneau ștergare măiestrit țesute, farfurii din ceramică sau din porțelan, icoane si fotografii reprezentând membrii familiei sau rude apropiate, iar deasupra ferestrei se așeza o oglindă în jurul căreia se punea unul din cele mai frumoase ștergare. Condițiile de trai și de hrană, fiind o reflectare a nivelului material al oamenilor, variază în raport cu îndeletnicirile și cu mediul înconjurător. Astfel, oamenii care trăiesc numai din munca câmpului au un nivel de viață diferit de al acelora care trăiesc din diverse profesiuni și de al acelora care trăiesc atât din munca câmpului, cât și din alte ocupații. Alimentația constă, în afară de lapte și derivatele lui, din legume, pâine, fructe, carne, conserve de legume și de fructe, carne de porc, proaspătă sau după ce a fost afumată, preparata cu varză, cartofi, fasole uscată sau păstăi uscate, alături de legumele și fructele care s-au putut păstra. Primăvara se consumă, pe lângă produse lactate și legume conservate, carne de vită, păsări, ouă, carne de miel și de oi, cu salate sau ceapă verde, apoi paste făinoase, etc. La sărbători se fac colaci din faină albă sau "cernută" ori cozonaci cu mac sau nucă. În zilele de sărbători se mai fac și diverse fripturi din carne de păsări, de vită sau de porc. Din ce în ce mai rar se fac gogoși, întorsuri, pancove, pogăcele si altele. Ca băutură se folosește mai mult țuica de prune (vinarsul), simplă sau sub forma de "crampă", adică fiartă cu zahăr și chimion, la începutul mesei în sezonul rece. Vinul se bea mai rar, la sărbători ori în alte ocazii.

## Atracții turistice
- Biserica de lemn "Sfinții Arhangheli Mihail și Gavril" din satul Cojocani, construcție secolul al XVIII-lea, monument istoric
- Biserica de lemn "Sfinții Împărați Constantin și Elena" din satul Bârlești, construcție 1844, monument istoric
- Biserica "Sfinții Arhangheli" din satul Mogoș

În apropiere:
- Poiana Narciselor
- Poienița
- Detunata
- Cheile Rîmețului